# Minimoni
Minimoni (ミニモニ。?   también conocido como Mini Moni., mini-moni., etc.) es un ex subgrupo japonés de pop del grupo formado únicamente por chicas Morning Musume, y un grupo actual dentro de Hello! Project. Las cantantes originales fueron Mari Yaguchi como la líder, Nozomi Tsuji y Ai Kago, y al poco tiempo se les unió la hawaiana Mika Todd. En el 2003 cuando Mari Yaguchi dejó Minimoni para liderar el nuevo subgrupo de Hello! Project "ZYX", Mika Todd quedó como la nueva líder y Ai Takahashi se unió a Minimoni. Ellas fueron uno de los subgrupos más populares de Morning Musume para toda su existencia, por la combinación de sus videos musicales escandalosos y actuaciones en directo, y sus estilos musicales muy variados.
El 26 de mayo de 2009, el líder original de Minimoni, Mari Yaguchi, publicó un blog discutiendo cómo el productor jefe de Hello! Proyecto, Tsunku, había contactado con ella pidiendo permiso para llevar a cabo el grupo de hiato.
Más tarde Tsunku publicó que Minimoni reviviría con otras integrantes, primero fue anunciada Kanon Fukuda de S/mileage, luego Linlin como líder y finalmente Akari Takeuchi y Karin Miyamoto de Hello Pro Egg bajo el nombre de Shin Minimoni (新ミニモニ).
En agosto del 2010 con la graduación de Linlin, Kanon Fukuda fue nombrada la nueva líder y el grupo se convirtió en un trío, sin embargo no ha habido más actividad desde 2011.

## Discografía

### Álbumes de estudio
- "Mini Moni Song Daihyakka Ikkan" (2002)
- "Mini Moni Songs 2" (2004)

### Sencillos
- "Mini Moni Jankenpyon!/ Haru Natsu Aki Fuyu Daisukki!" (2001)
- "Mini Moni Telephone! Rin Rin Rin/ Mini Moni Bus Guide" (2001)
- "Minihams no Ai no Uta" (2001)
- "Mini Moni Hinamatsuri/ Mini Moni Strawberry Pie!" (2002)
- "Aīn Taisō/ Aīn Dance no Uta" (2002)
- "Genki Jirushi no Ōmori Song/ Okashi Tsukutte Okkasi!" (2002)
- "Minihams no Kekkon Song" (2002)

- "Rock 'n' Roll Kenchōshozaichi (Oboechaina Series)" (2003)
- "Mini Moni Kazoe Uta" (2003)
- "Crazy About You" (2003)
- "Mirakururu Grand Purin!/Pīhyara Kouta" (2003)
- "Lucky Cha Cha Cha!" (2004)